# Rangierbahnhof Kijfhoek

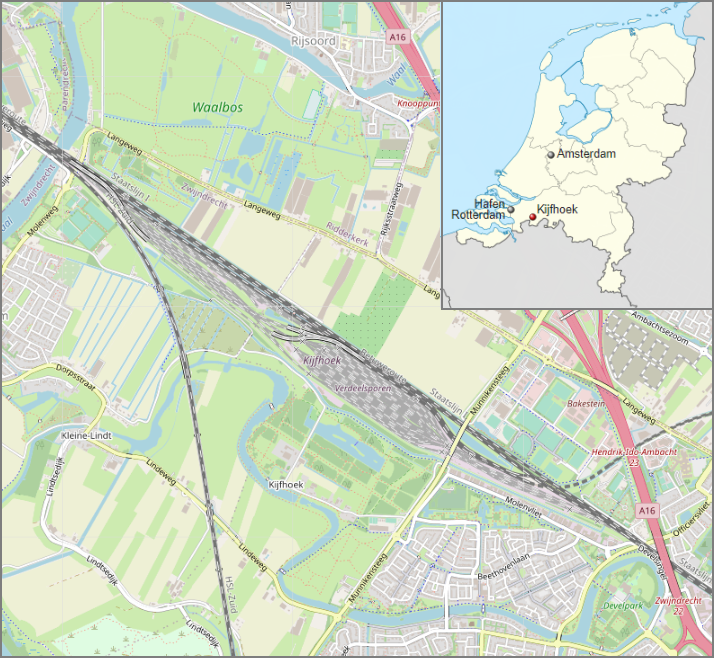
Lagekarte des Rangierbahnhofs

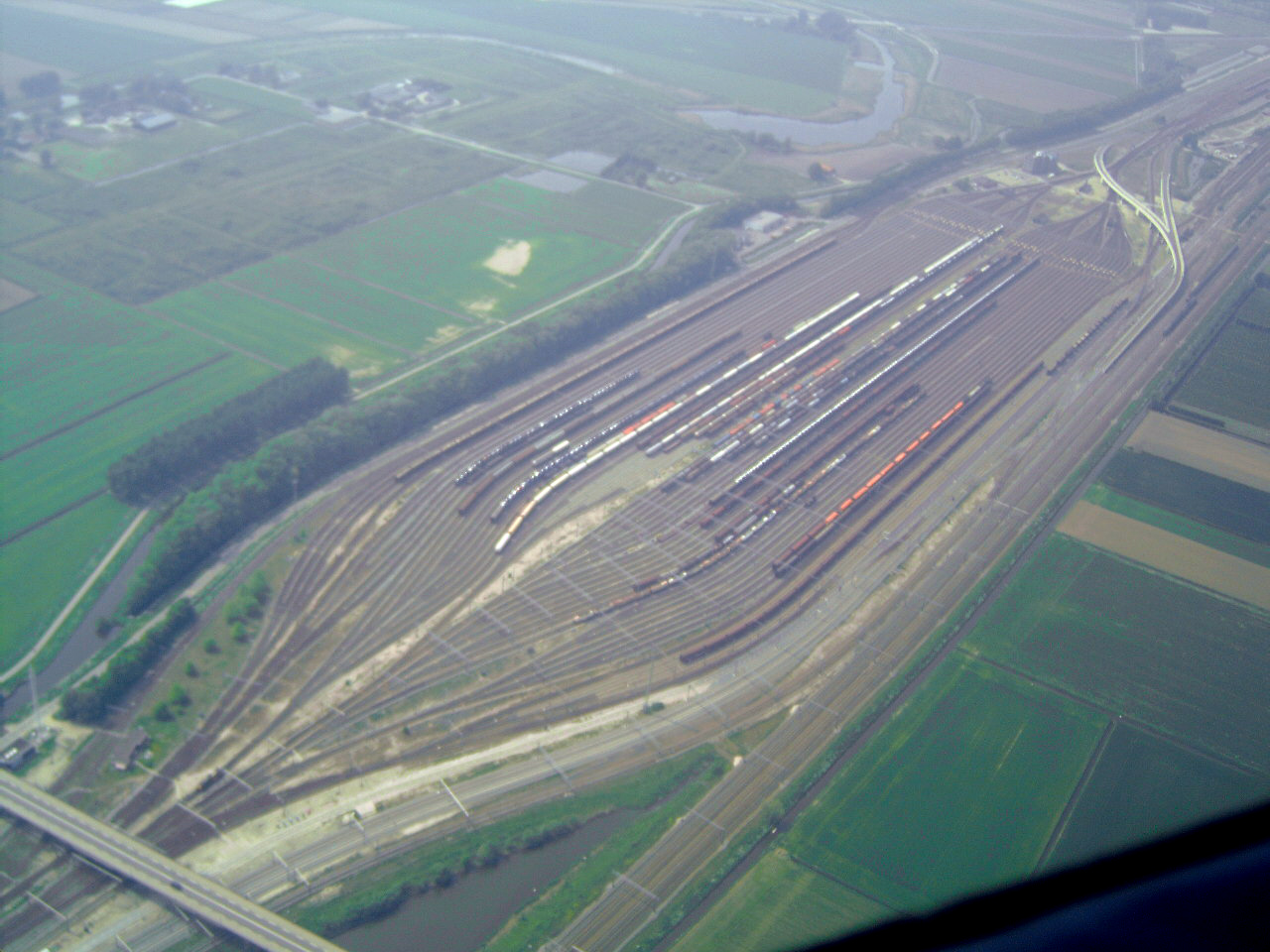
Rangierbahnhof Kijfhoek im Jahr 2006. Die Betuweroute ist noch nicht ganz fertiggestellt. Im Vordergrund die Richtungsgleise

Der Rangierbahnhof Kijfhoek ist der größte Rangierbahnhof in den Niederlanden. Er liegt am westlichen Ende der Betuweroute und dient der Abfertigung der aus dem Hafen Rotterdam kommenden Güterzüge in Richtung Deutscher Grenze. Der Rangierbahnhof nahm 1980 den Betrieb auf und wird von DB Cargo Nederland betrieben.
Die Anlage belegt ein Gelände von 50 Hektar. Im Westen liegt die Einfahrgruppe mit 14 Gleisen, im Osten die Ausfahrgruppe mit 43 Richtungsgleisen. Die Züge aus dem Osten gelangen über eine Überwerfung in die Einfahrgruppe.
Der Rangierbahnhof hat eine eigene Betriebsfeuerwehr. 2020 wurde beschlossen, das Notfallkonzept für den Rangierbahnhof zu verbessern, indem die Anlage für die Feuerwehr besser zugänglich gemacht wird und neue Schaumlöschfahrzeuge beschafft wurden.